# Budkov u Husince

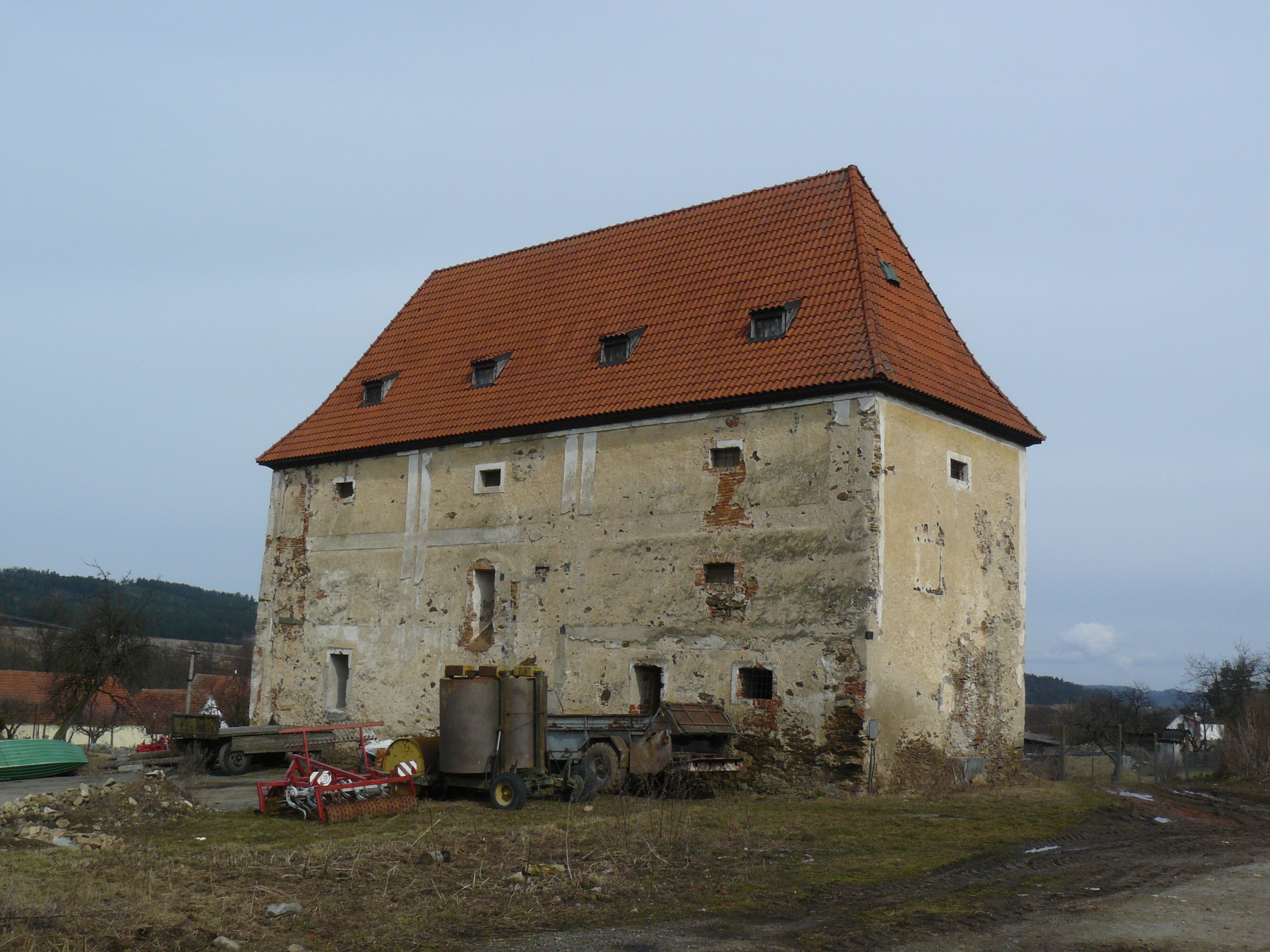
Feste Budkov

Budkov (deutsch Budkau) ist eine Gemeinde in Tschechien. Sie liegt drei Kilometer nordöstlich von Husinec in Südböhmen und gehört zum Okres Prachatice.

## Geographie
Budkov liegt am rechten Ufer des Baches Libotyňský potok im Vorland des Böhmerwaldes. Gegen Nordosten befindet sich der Teich Budkovský rybník. Nördlich erheben sich der Na Borkách (490 m) und die Spálená (595 m), im Südosten der Ostrý vrch (582 m), südlich die Podlipí (615 m) und der Krapšín (612 m) sowie im Nordwesten der Hradějn (581 m).
Nachbarorte sind Lipovice, Dub und Dubská Lhota im Norden, Budkovský Mlýn, Dvorec und Žíchovec im Nordosten, Protivec und Svojnice im Osten, Hracholusky, Na Osulí, Vitějovice und Běleč im Südosten, Těšovice und Výrov im Süden, Husinec im Südwesten, Chlumany und Nový Mlýn im Westen sowie Vlachovo Březí und Chocholatá Lhota im Nordwesten.

## Geschichte
Archäologische Funde belegen eine frühzeitliche Besiedlung der Gegend. In der Umgebung des Dorfes befinden sich Hügelgräber.
Die erste schriftliche Erwähnung des Dorfes erfolgte 1354 als Besitz des Otakar von Budkov. Die Feste Budkov war der Stammsitz des Vladikengeschlechts der Budkovský von Budkov. Zu den Besitzern des Gutes gehörten u. a. von 1350 bis 1373 Albert von Budkov, später Hrzek Turovský von Budkov und dessen Sohn Jeniš. Im Jahr 1468 fielen Passauische Truppen als Verbündete Johann  von Rosenbergs in Budkov ein und brannten das Dorf und die Feste nieder. Die Hynek von Budkov gehörige Feste in diesem Zusammenhang erstmals schriftlich erwähnt. Das ruinierte Dorf hatte anschließend nur noch vier Einwohner; die meisten der Bauern waren vor den Passauern geflohen und kehrten nicht mehr zurück. Zwischen 1485 und 1518 gehörte das Gut Hrzek von Budkov. Mikuláš Budkovský von Budkov schloss sich während des Ständeaufstandes von 1618 den Aufständischen an. Nach der Schlacht am Weißen Berg wurde seine Güter Budkow und Chaholata Lhota konfisziert und 1620 von Martin de Hoeff Huerta gewaltsam angeeignet. Er verkaufte die Güter 1622 für 6200 Gulden an Anna Maximiliana Katharina Hieserle Freiin von Chodow, geborene von Schönhof. Im Jahre 1676 erwarb Karl Leopold Graf Caretto von Milessimo die Güter Budkow und Chaholata Lhota von Wenzel Michael Hieserle Freiherr von Chodow (Václav Michal Hýzrle z Chodů) und  schloss diese seine Herrschaft Birken an. Nach dem aus Italien eingewanderten Grafen Caretto wurde das  Gut nunmehr als Wällischbirken bezeichnet. Später verkaufte Caretto das Gut an Matthias Freiherr von Wunschwitz, welcher es 1680 an Gundakar von Dietrichstein weiterveräußerte. Dieser konnte noch weitere Güter hinzu erwerben und ließ diese 1689 durch Kaiser Leopold I. zu einem Fideikommiss vereinigen.  Der Fideikommiss fiel 1690 seinem Neffen  Ferdinand Joseph von Dietrichstein zu und blieb danach im Besitz der Reichsfürsten von Dietrichstein. Letzter feudaler Grundherr war ab 1808 Franz Joseph von Dietrichstein-Proskau-Leslie. Im Jahre 1840 bestand Budkau/Budkow aus 38 Häusern mit 282 Einwohnern. Im Dorf bestanden ein Meierhof, ein Hammelhof und ein Wirtshaus. Abseitig lag eine einschichtige Mühle (Budkovský Mlýn). Pfarrort war Wällischbirken. Bis zur Mitte des 19. Jahrhunderts blieb das Dorf immer der Fideikommissherrschaft Wällischbirken untertänig.
Nach der Aufhebung der Patrimonialherrschaften bildete Budkov/Budkau ab 1850 eine Gemeinde in der Bezirkshauptmannschaft Prachatice. Bei der Bodenreform von 1924 wurde das Gut Budkov teilweise parzelliert und der verbliebene Rest zusammen mit dem Meierhof an den vormaligen Herbersteinischen Gutsverwalter Antonín Fridrich verkauft. Nachdem Prachatice 1938 infolge des Münchner Abkommens an das Deutsche Reich abgetreten werden musste, verblieb Budkov bei der Tschechoslowakei und gehörte zwischen 1938 und 1945 zum Bezirk Písek und Gerichtsbezirk Netolice. Nach dem Ende des Zweiten Weltkrieges kam das Dorf wieder zum Okres Prachatice zurück. Am 30. April 1976 wurde Budkov nach Chlumany, und mit diesem zusammen am 1. Juli 1980 nach Vlachovo Březí eingemeindet. Nach einem Referendum löste sich Budkov zum 24. November 1990 wieder von Vlachovo Březí los und bildete eine eigene Gemeinde.

## Gemeindegliederung
Für die Gemeinde Budkov sind keine Ortsteile ausgewiesen. Zu Budkov gehört die Einschicht Budkovský Mlýn.

## Sehenswürdigkeiten
- Feste Budkov, die seit dem 14. Jahrhundert als Sitz der Vladiken Budkovský von Budkov nachweisbare gotische Feste wurde später im Stil der Renaissance umgestaltet. Nach dem Verlust ihrer ursprünglichen  Funktion als Herrensitz erfolgte eine Adaption zum barocken Speicher
- Steinerne Wassermühle Budkovský mlýn, der Renaissancebau entstand 1557, technisches Denkmal
- Zweibögige Steinbrücke über den Libotyňský potok aus dem 16. Jahrhundert, technisches Denkmal
- Geschnitzte Bienenbeute aus dem Jahre 1910, beim Haus Nr. 14
- 300-Jährige Linde westlich von Budkov, sie hat einen Stammumfang von 5,60 m
- Reste von 16 slawischen Hügelgräbern am Waldrand südlich des Dorfes